# Punkt osobliwy
Punkt osobliwy – wspólna nazwa kilku pojęć analizy matematycznej; wyróżnia się m.in. punkty osobliwe krzywych oraz równań różniczkowych.

## Analiza zespolona
Każdą funkcję holomorficzną, czyli funkcję w przestrzeni liczb zespolonych określoną przez równania Cauchy'ego-Riemanna, można rozwinąć w szereg potęgowy, tzw. szereg Laurenta, tak jak funkcję o wartościach rzeczywistych w szereg Taylora. Wyrazy rozwinięcia, w których wykładniki potęg są dodatnie, nazywa się częścią regularną, zaś te, w których są one ujemne, nazywa się częścią osobliwą. Rząd osobliwości zależy od największego z ujemnych wykładników. Taka osobliwość bywa nazywana biegunem lub punktem osobliwym.
Istnienie punktu osobliwego jest związane z koniecznością omijania tego punktu, w którym wartość funkcji byłaby nieskończona i obliczania całek konturowych. W formalizmie tym stosowane są lematy Jordana, które uzasadniają upraszczanie się całki na łukach konturu oraz twierdzenie o residuach.
Punkt rozgałęzienia funkcji nie musi być punktem osobliwym, wynika z istnienia funkcji wielowartościowych i płatów Riemanna, na których funkcja zmienia wartość zespoloną.
Podstawą obliczeń wykorzystujących istnienie punktów osobliwych funkcji jest twierdzenie o residuach: każdą całkę konturową, w której jest n punktów osobliwych, można zamienić na n całek po konturach będących okręgami otaczającymi te osobliwości.
Istotne w takim rachunku jest właściwe wyznaczenie biegunów funkcji i określenie konturu całkowania.
Kalkulator nie obliczy całki po obszarze zawierającym punkt osobliwy, ponieważ procesor dokonuje obliczeń stosując jedynie metodę kwadratur.

## Fizyka
Zagadnienie to bywa dyskutowane przy wyznaczaniu funkcji Greena niejednorodnego równania falowego, czyli równania falowego ze źródłami, np. w przestrzeni Minkowskiego. Stosowane również do wyznaczania amplitudy rozpraszania na bryłach z wierzchołkami, np. na stożku.